# Tomalla-Preis
Der Tomalla-Preis ist ein von der Schweizer Tomalla-Stiftung vergebener Wissenschaftspreis für Forschungen in Gravitation und Allgemeiner Relativitätstheorie. Er wird in der Regel alle drei Jahre vergeben.
Der Preis ist nach Walter Tomalla benannt, einem Geschäftsmann und promovierten Ingenieur aus Basel, der in seinem Testament mit der 1982 gegründeten Tomalla Foundation for Gravity Research Forschungen zur Gravitation fördern wollte. Die Stiftung vergibt auch Stipendien und andere Fördermittel für die Gravitationsforschung.

## Preisträger
- 1981 Subrahmanyan Chandrasekhar
- 1984 Andrei Dmitrijewitsch Sacharow
- 1987 Joseph Hooton Taylor Jr.
- 1993 Allan Rex Sandage
- 1996 Werner Israel
- 2000 Gustav Andreas Tammann
- 2003 James Peebles
- 2008 Demetrios Christodoulou
- 2009 Wjatscheslaw Muchanow, Alexei Alexandrowitsch Starobinski
- 2013 Scott Tremaine
- 2016 Kip Thorne
- 2022 Alessandra Buonanno[2]